# Loxechinus
Genre
Loxechinus est un genre d'oursins réguliers de la famille des Parechinidae.

## Description et caractéristiques
Ce sont des oursins réguliers au test large et aplati dorsalement. Les radioles (piquants) sont simples et courtes.

## Liste des espèces
Selon World Register of Marine Species (6 février 2021) :
- Loxechinus albus (Molina, 1782)